# Colore (cheval)
Pour les articles homonymes, voir Colore.
Colore (né le 3 mai 2002) est un étalon de saut d'obstacles du stud-book Holsteiner, monté par le cavalier allemand Hans-Dieter Dreher jusqu'à sa retraite en 2016. Ce fils de Contender est désormais voué à la reproduction.

## Histoire

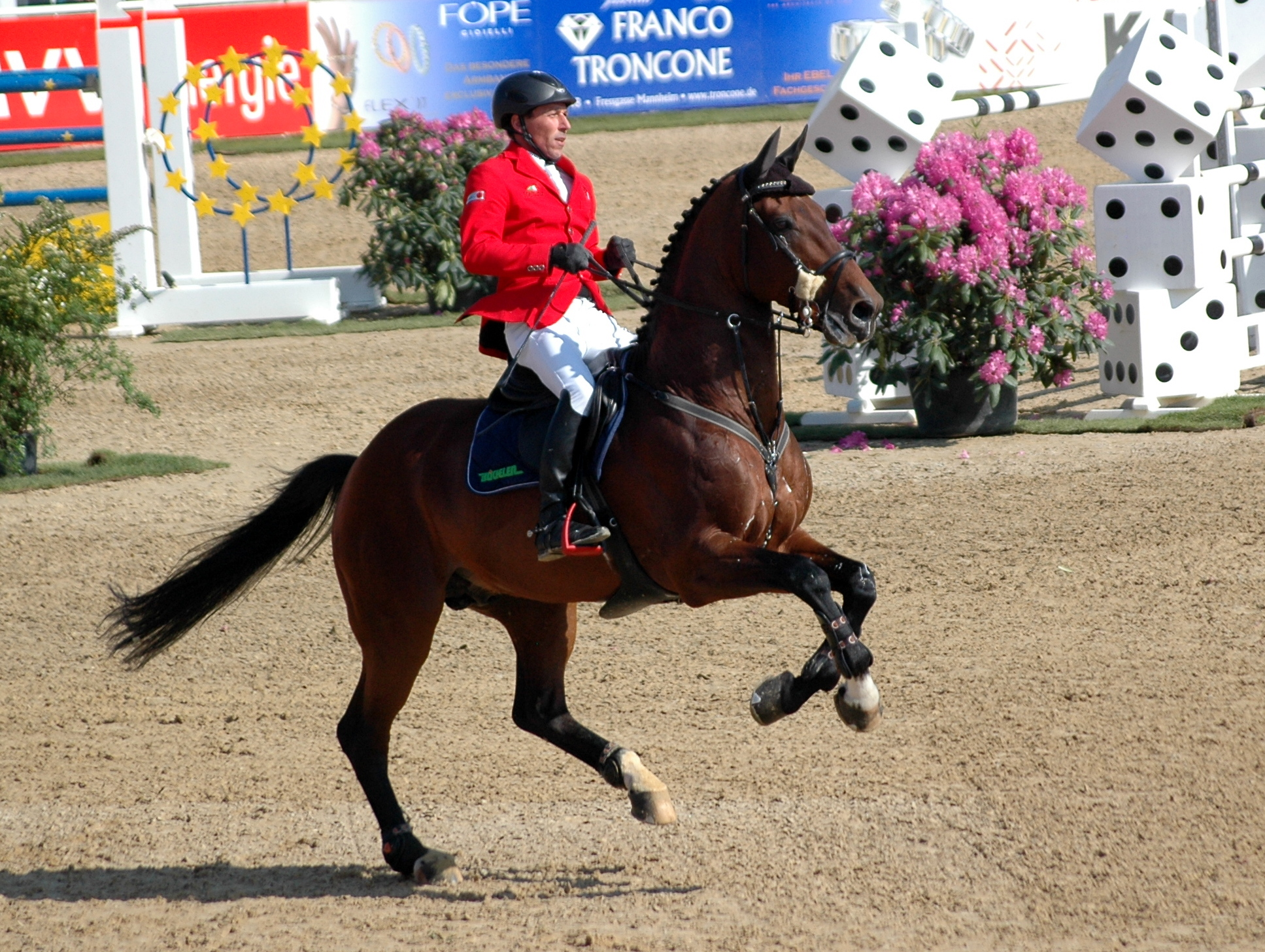
Colore monté par Hans-Dieter Dreher en 2014.

Il naît le 3 mai 2002 à l'élevage Witt Pferdezucht GBR, à Wellinghusen en Allemagne. 
Il est amené au niveau des compétitions internationales par le cavalier suisse Beat Mändli, qui le monte depuis ses 5 ans, à l'âge de 8 ans. Hans-Dieter Dreher le récupère en novembre 2012, à l'âge de 10 ans, et le monte lors du CSI de Genève. L'étalon se spécialise dans les épreuves de vitesse sur 1,45 m à 1,50 m.
Il est blessé au tendon  lors du CSI5* de St Moritz en Suisse, en août 2016. Ne retrouvant pas son meilleur niveau, il est mis en retraite sportive par son propriétaire Paul Bücheler, à l'âge de 14 ans.

## Description
Colore est un étalon de robe baie, inscrit au stud-book du Holsteiner. Il toise 1,72 m. Il est doté d'une grande force, et se montre très rapide au sol. Il dispose d'une excellente ligne du dessus.

## Palmarès
- Décembre 2013 : vainqueur du prix Geneva Classic à 1,50 m[7]
- Mars 2016 : vainqueur de l'épreuve à 1,50 m à Doha[6].
- Juillet 2016 : second du Prix SAP-Preis à 1,45 m[1].

## Pedigree
Colore est un fils de l'étalon Contender et de la jument Hera XIX, par Lord,.

## Descendance
Colore est approuvé à la reproduction en Holsteiner, Selle français et Cheval de sport suisse. Il a été approuvé à la reproduction en Selle français le 3 février 2014.